# Le Thillot
Le Thillot ist eine französische Kleinstadt mit 3198 Einwohnern (1. Januar 2022) im Département Vosges in der Region Grand Est (bis 2015 Lothringen). Sie gehört zum Arrondissement Épinal und ist Sitz des Gemeindeverbandes Ballons des Hautes-Vosges.

## Geografie
Die Kleinstadt Le Thillot an der oberen Mosel liegt in den Vogesen im äußersten Südosten Lothringens und grenzt im Süden an die Region Bourgogne-Franche-Comté. Remiremont, die nächstgrößere Stadt ist 24 Kilometer von Le Thillot entfernt.
Das Gemeindegebiet von Le Thillot erstreckt sich vom Tal der Mosel, das hier ca. 1000 Meter breit ist, bis zu den Kammlagen nordöstlich und südlich des Ortes. Im Nordosten wird mit 950 Metern die höchste Erhebung in der Gemeinde erreicht. Im Süden erfolgt mit dem Col du Croix auf 679 Metern Höhe der Übergang zu einem Hochplateau, das die Wasserscheide zum Einzugsgebiet der Saône bildet. Im Gemeindegebiet münden die aus Süden kommenden Gebirgsbäche Ruisseau Le Vacceux und Ruisseau de Couard; der den Norden der Gemeinde prägende Ménil mündet in der Nachbargemeinde Ramonchamp in die Mosel.
Die Wälder, die knapp die Hälfte des 15,14 km² großen Gemeindegebietes ausmachen, gehören den Forstarealen Bois du Hinguenet und Forêt Domaniale du Géhand. Die Höhe von fast 500 Metern über dem Meer lässt im oberen Moseltal keinen wirtschaftlichen Ackerbau zu, so dass Viehweiden dominieren, die sich über die Hänge bis in die hohen Lagen hinziehen.
Der Stadtkern mit der Kirche Saint-Jean-Baptiste liegt am rechten Moselufer. Die Siedlungsachsen von Le Thillot und dem östlich anschließenden Fresse-sur-Moselle sind entlang der Mosel inzwischen zusammengewachsen. Eine weitere Achse, die quer zum Moseltal verläuft, bindet den Ortsteil Le Prey ein. Weitere Ortsteile sind Les Ves im Nordosten und Les Mines im Süden. Es handelt sich hierbei um Ansammlungen von Bergbauernhöfen.
Nachbargemeinden von Le Thillot sind Le Ménil im Norden, Fresse-sur-Moselle im Osten, Haut-du-Them-Château-Lambert sowie Ramonchamp im Westen.

## Geschichte
Bereits in der Römerzeit führte der Weg von Metz nach Basel über das obere Moseltal und somit durch Le Thillot. Vor der Französischen Revolution gehörte die verstreute Siedlungsstruktur um Le Thillot zum Besitz der Äbtissinnen des Kapitels Remiremont. Die heutige Gemeinde Le Thillot entstand durch die Abspaltung aus dem Ban de Ramonchamp am 30. Juni 1860 per Ministerdekret. Der Name Thillot stammt vermutlich vom französischen Wort tilia (Linde) ab, die auch als zentrales Symbol des Wappens auftaucht.
Zwischen 1560 und 1760 wurden von den Lothringer Herzögen südlich von Le Thillot Kupferminen betrieben. An diese Periode erinnert noch der Name des Ortsteiles Les Mines. Einige der Stollen und Mundlöcher wurden in jüngster Zeit gesichert und Besuchern zugänglich gemacht (Schaubergwerk).

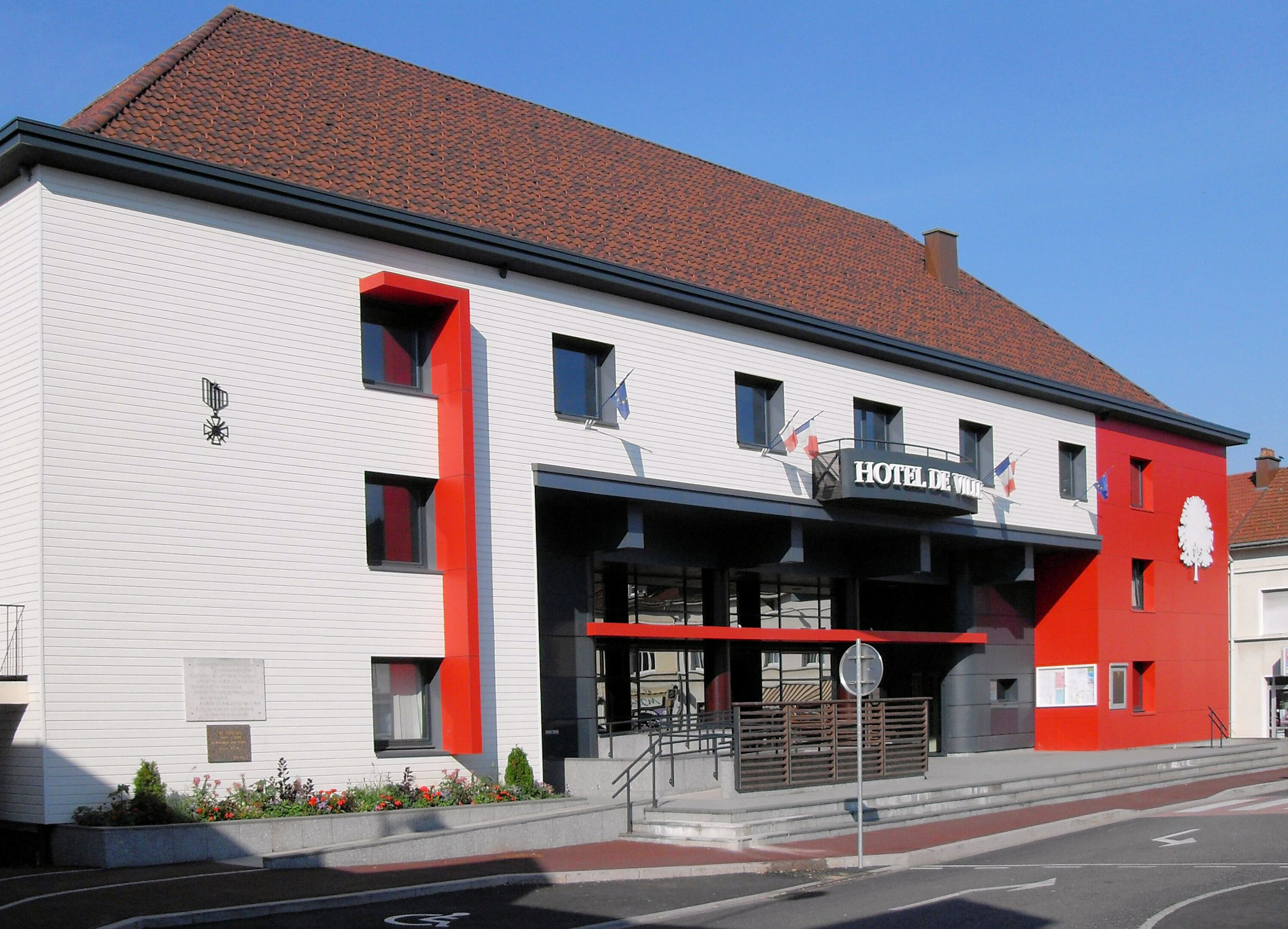
Rathaus (Hôtel de ville)

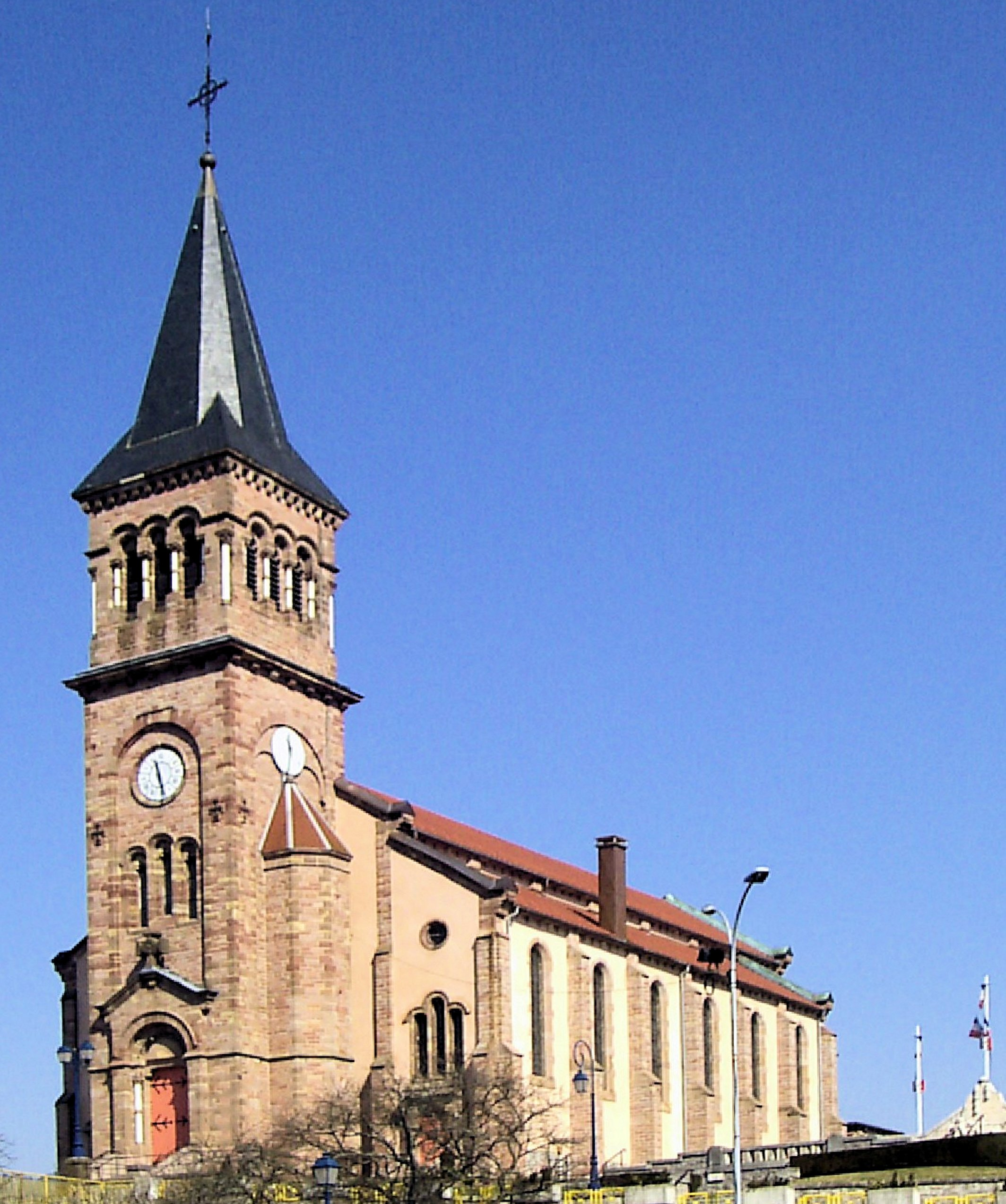
Kirche Saint-Jean-Baptiste

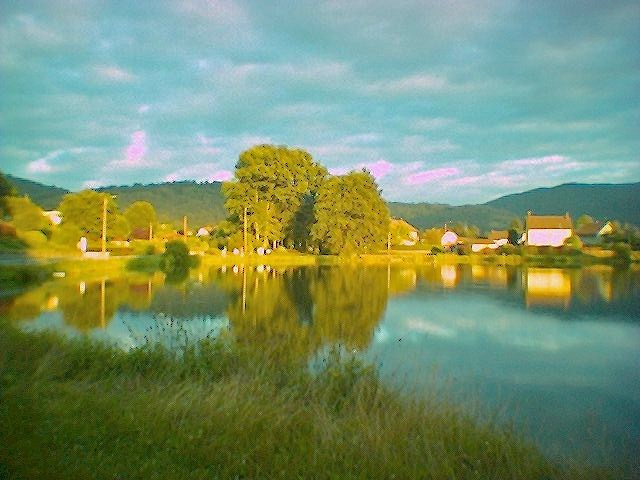
See am Stadtrand von Le Thillot

Bis zur Mitte des 19. Jahrhunderts lebten die Einwohner von der Land- und Viehwirtschaft, daneben verdienten sich die Bauern als Holzfäller, Handwerker, Schreiner, Holzschuhmacher oder Gespannführer ihren Unterhalt. Nach 1870 erlebte die Textilindustrie eine neue, verstärkte Blüte durch die Ansiedlung von Betrieben elsässischer Besitzer, die vor den Deutschen geflohen waren. In den 1970er Jahren begann der Niedergang der Textilindustrie. Erst allmählich konnten neue Arbeitsplätze geschaffen werden, unter anderem in der Kunststoff- und Metallverarbeitung sowie im Maschinenbau.
Siehe auch: Jüdische Gemeinde Le Thillot

### Bevölkerungsentwicklung
Die Einwohnerzahlen der Gemeinde Le Thillot zeugen vom Verlust vieler Arbeitsplätze in der Textilbranche seit den 1970er Jahren. Die Ansiedlung neuer Unternehmen konnte die Abwanderungsrate nicht kompensieren.
| Jahr      | 1962 | 1968 | 1975 | 1982 | 1990 | 1999 | 2011 | 2021 |
| Einwohner | 4464 | 4577 | 5114 | 4860 | 4246 | 3945 | 3618 | 3257 |

Im Jahr 1975 wurde mit 5114 Bewohnern die bisher höchste Einwohnerzahl ermittelt. Die Zahlen basieren auf den Daten von cassini.ehesse und INSEE.

## Sehenswürdigkeiten
- Kirche Saint-Jean-Baptiste aus dem 19. Jahrhundert
- Schaubergwerk Hautes-Mynes du Thillot
- Standbild von Jules Ferry, 1813 errichtet

## Wirtschaft und Infrastruktur
Nur noch wenige Einwohner von Le Thillot sind in der Land- und Forstwirtschaft beschäftigt. Im Gebiet der Stadt sind 16 Landwirtschaftsbetriebe ansässig (Milchwirtschaft, Zucht von Pferden, Rindern, Schafen und Ziegen). Nördlich des Ortskerns wurde das Gewerbegebiet le Prey (Zone d’aménagement concerté le Prey) eingerichtet. Zu den heute in Le Thillot ansässigen Betrieben mit über 100 Mitarbeitern zählen:
- S.A. Curien (Hoch- und Tiefbau)
- Neotec France S.A. (Blechbearbeitung, Oberflächentechnik)
- SOVOS – Tanneries Grosjean (eine der größten Gerbereien Frankreichs)
- Tissage Mouline Thillot (1926 gegründete Weberei)

Darüber hinaus pendeln viele Erwerbstätige in andere Gewerbegebiete des oberen Moseltales.
Le Thillot setzte in den letzten Jahren zunehmend auf den Fremdenverkehr und ist inzwischen durch Hotels, Pensionen, Ferienhäuser und einen Campingplatz touristisch erschlossen. Ein Fremdenverkehrsbüro (Office de tourisme) im Ort koordiniert die Aktivitäten.
Mit 3745 Einwohnern (2006) ist Le Thillot die größte Kommune im Moseltal oberhalb von Remiremont und mit seinen Einkaufsmöglichkeiten sowie Kulturangeboten ein urbanes Zentrum in der Region. Le Thillot ist mit drei Grund- und einer Realschule sowie einem Kindergarten auch Bildungsstandort.
Der Verkehr in Le Thillot ist durch die stark frequentierte Route nationale 66 (Europastraße 512) von Épinal über den Col de Bussang nach Mülhausen geprägt, die mitten durch die Kleinstadt führt, was insbesondere im Berufsverkehr zu erheblichen Behinderungen führt. Seit vielen Jahren ist eine Ortsumgehung der N 66 geplant. Die Hauptverkehrsachse wird in Le Thillot von der Départementsstraße 468 gekreuzt, die von Gérardmer nach Lure in der Bourgogne-Franche-Comté führt.
Das ehemalige Bahnhofsgebäude und der Straßenname Rue de la Gare erinnern an die stillgelegte Bahnlinie von Remiremont nach Bussang.

## Persönlichkeiten
- Marie-Thérèse Danielsson (1923–2003), Aktivistin, Ethnologin und Autorin

## Belege
1. ↑  genealogie-lorraine.fr/info/blasons (Memento des Originals vom 28. Januar 2016 im Internet Archive)  Info: Der Archivlink wurde automatisch eingesetzt und noch nicht geprüft. Bitte prüfe Original- und Archivlink gemäß Anleitung und entferne dann diesen Hinweis. (französisch)
2. ↑  Schaubergwerk Le Thillot
3. ↑  Le Thillot auf cassini.ehess
4. ↑  Le Thillot auf INSEE
5. ↑  Landwirtschaftsbetriebe auf annuaire-mairie.fr (französisch)